# 宇文部

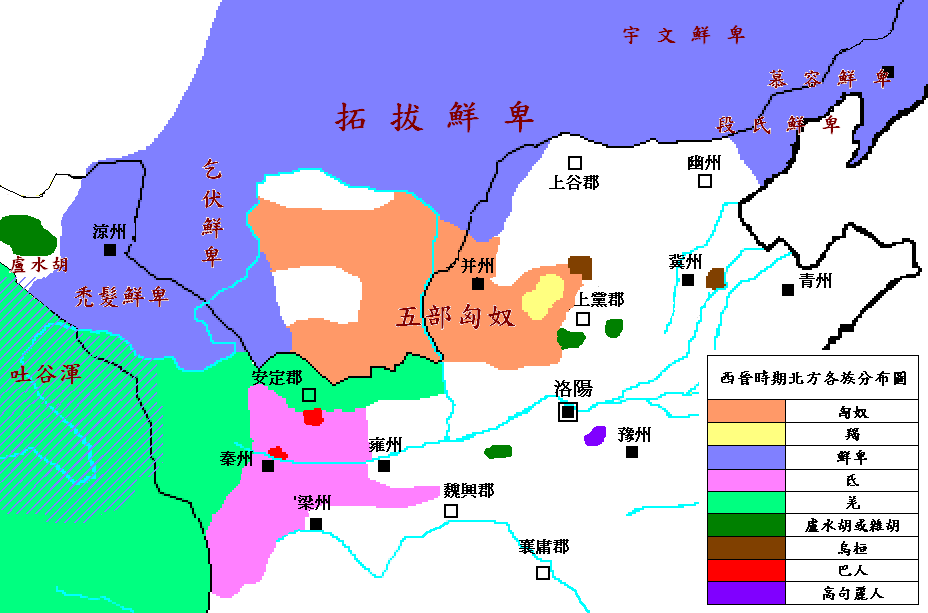
西晋時代の北方遊牧民族の領域

宇文部（うぶん ぶ、拼音：Yǔwén bù）は、遼西地方に存在した鮮卑の一部族。西晋時代から五胡十六国時代にかけて強盛となった。南北朝時代にはその子孫が北周を建てた。

## 起源
伝承によると、黄帝に滅ぼされた炎帝神農氏の子孫であり、北方の荒地に隠れ住んでいた。
宇文部の出自は匈奴であり、1世紀に北匈奴が後漢に敗れて西に逃れた際、これに従わずに漠北に留まった部衆がその起源といわれる。その後、彼らは東へ逃れて鮮卑族と雑居するようになり、やがて同化していった。その中で葛烏菟という人物は雄武にして謀略を有していたので、鮮卑の諸部より慕われて推戴され、檀石槐の時代には12の部落を統べて東部大人となった。以後、彼の子孫は代々東部大人となった。
また、南匈奴の単于とも遠戚であったという。
宇文部の始祖は宇文普回と言う人物であり、葛烏菟の後裔である。普回は狩猟を行っていた際に「三紐の玉璽」を拾い、これには皇帝璽という文字が刻まれていた。普回はこれに驚き、天からの授かりものだと喜んだ。鮮卑族の風俗では、天は宇と謂われ、君は文と謂われたので、部族名を宇文と号し、その姓も宇文とした。
また、『資治通鑑』巻八十一太康六年注引『何氏姓苑』において、「宇文氏は炎帝神農氏の後裔であり、草の効能を試した際に、鮮卑語で草をいう『俟汾（しふん、sìfén）』から俟汾氏と名乗り、その後訛って『宇文氏』となった」とある。

## 歴史

### 前史
元々は遼東の塞外に住んでいたが、宇文普回の子である宇文莫那は陰山から南へ移り、遼西に住まうようになった。
その後、数代を経て宇文莫槐が位を継いだ。宇文部は当時既に遼西地方においては段部と並んで強盛であった。また、慕容部とはかねてより対立し合っており、しばしば攻め入っては侵攻略奪を繰り返した。
293年、部族民を虐げていた事から宇文莫槐は殺害され、弟の宇文普撥が継いだ。彼の時代、拓跋部とは姻戚関係を結んでいる。宇文普撥が没すると子の宇文丘不勤が継ぎ、宇文丘不勤が没すると子の宇文莫珪が継いだ。

### 宇文莫珪の時代
宇文莫珪の時代には宇文部はさらに強盛となった。彼は単于を自称し、塞外の諸部から恐れ憚られたという。
302年12月、弟の宇文屈雲と一族の宇文素延に慕容部を攻撃させたが敗れた。その後、宇文素延は10万の兵を率いて慕容部の本拠地である棘城を包囲したが、再び敗れて軍を退いた。この時、百里に渡って追撃を受け、1万人以上の兵を失った。
宇文莫珪が没すると、子の宇文遜昵延が立った。

### 宇文遜昵延の時代
宇文遜昵延の時代、宇文部は漠北にも勢力を広げた。
319年12月、遼東を支配する東晋の東夷校尉崔毖と結託し、高句麗・段部とも同盟を結んで慕容部へ共同で攻め入った。慕容部の大人慕容廆の離間工作により、高句麗・段部は撤兵してしまったが、宇文遜昵延は攻撃の意志を崩さず数十万の兵と四十里にも連なる陣営で棘城を攻め立てた。また、徒河にいる慕容廆の庶長子慕容翰から挟撃を受ける事を恐れ、数千騎を派遣して慕容翰を襲撃させた。だが、宇文部軍は伏兵に引っ掛かり、大敗を喫して尽く捕らえられた。慕容廆が城から撃って出ると、宇文遜昵延は全軍をもって迎撃させたが、慕容翰は千騎を率いて宇文部の陣営の背後に迫っており、慕容皝の軍が戦いを始めたのを見計らってへ突入し、陣を焼き払っていった。宇文遜昵延の兵は大混乱に陥り、為す術もなく大敗した。宇文遜昵延は体一つで逃げ出し、兵卒のほとんどが捕虜となった。更に、宇文部に代々伝わる玉璽三紐も奪われてしまった。その後、宇文遜昵延は棘城へ使者を派遣し、和平を請うた。
宇文遜昵延が死ぬと、子の宇文乞得亀が後を継いだ。

### 宇文乞得亀の時代
325年1月、後趙君主石勒の要請により慕容部の攻撃に向かうと、慕容廆は嫡男の慕容皝・遼東相裴嶷・征虜将軍慕容仁らに迎撃させた。宇文乞得亀は兄の宇文悉跋堆に慕容仁を攻めさせたが、返り討ちに遭って戦死し、さらに慕容皝・慕容仁の攻勢により宇文乞得亀は大敗を喫した。宇文乞得亀は夜を待って単騎で逃走を図ったが、その兵は尽く捕らえられた。慕容仁・慕容皝はこれに乗じて宇文部の都城へも侵入したので、重宝は尽く奪われ、百万の畜産が鹵獲され、数万の民が略奪された。
327年12月、代王拓跋紇那に協力して賀蘭部の帥賀蘭藹頭を討ったが、撃退された。329年12月、代で政変が起こり、拓跋紇那が宇文部へ亡命して来ると、これを迎え入れた。
333年8月、宇文乞得亀は東部大人の宇文逸豆帰により領土を追放され、逃走中に亡くなった。

### 宇文逸豆帰の時代
同月、慕容皝が宇文部に侵攻すると、宇文逸豆帰は講和を求めた。慕容皝はこれに応じ、楡陰・安晋の2城を築いてから帰還した。
11月、慕容皝の弟である征虜将軍慕容仁が反乱を起こして遼東を占拠すると、宇文逸豆帰は慕容仁を支援した。
335年、宇文別部が慕容部より侵略を受け、多くの資産が奪われた。宇文部の将軍渉夜干は帰還中の封奕に追撃を掛けたが、返り討ちに遭った。
12月、拓跋紇那は宇文部の支援を得て代へ攻め込むと、諸部大人はこれを迎え入れ、再び代王に即位させた。
336年6月、段部に呼応して慕容部領の安晋へ侵攻した。慕容皝が5万を率いて柳城に進軍すると、宇文逸豆帰は退却したが、追撃を受けて輜重を失った。
同年、封奕により宇文別部が侵略され、大敗を喫した。
339年10月、慕容部が宇文別部を攻撃した。
343年2月、宇文逸豆帰は相莫浅渾に前燕を攻撃させたが、慕容皝は撃って出なかった。莫浅渾は敵が恐れていると思いこみ、油断して警備を疎かにした。これを見た慕容皝は慕容翰を出撃させ、莫浅渾は散々に打ち破られた。これにより兵卒の大半が捕らえられ、莫浅渾はかろうじて逃げ帰った。
8月、宇文逸豆帰は逃亡中であった段遼の弟の段蘭を捕らえると、後趙へ送り、併せて駿馬1万匹を献上した。宇文逸豆帰は一貫して後趙に従属し、貢献を絶やす事は無かったという。
344年1月、慕容皝は宇文部討伐の兵を挙げ、三道に分かれて進軍させた。宇文逸豆帰は南羅大の渉夜干へ精鋭兵を与えて迎撃させたが、渉夜干は敗北を喫して慕容翰に討ち取られた。宇文部の兵卒は恐れおののき、戦わずして潰れた。前燕軍は勝ちに乗じて追撃し、遂に都城を攻略した。宇文逸豆帰は逃亡を図り、遠く漠北まで至ったところで亡くなった（高句麗に亡命したともいわれる）。こうして、宇文部は滅亡した。

### その後
宇文逸豆帰の子である宇文陵は前燕に仕え、駙馬都尉に任じられ、玄菟公に封じられた。前燕が滅亡すると、やがて再興した後燕に仕えた。北魏の道武帝が中山を攻めた時、宇文陵は慕容宝に従って迎撃したが、慕容宝が敗れると甲騎五百を率いて北魏に降り、都牧主に任じられ、安定侯に封じられた。398年、宇文陵は代郡武川鎮に移された。宇文陵の子が宇文系であり、その子が宇文韜である。宇文系・宇文韜は共に武略をもって称賛されたという。さらにその子が宇文肱である。
宇文肱は仁義を重んじ、心身共に強健であった。523年、沃野鎮の破六韓抜陵が乱を為すと（六鎮の乱）、遠近の諸鎮は次々と呼応した。その配下の衛可孤の徒党が最も勢い盛んであったが、宇文肱は郷里の民を糾合すると衛可孤を討ち、その衆を散亡させた。やがて中山に移ると、鮮于修礼に捕らえられたが、鮮于修礼はその部衆を率いて帰還するよう命じた。後に定州軍に敗北を喫すると、宇文肱は戦死した。北周の祖である宇文泰は宇文肱の少子である。

## 習俗
元々の出自が匈奴であったからか、本来の鮮卑族とは話す言語が異なったという。
人々はみな髪を切り揃え、頭頂部で留めて飾りとし、数寸でも長くなると短く整えた。婦女は足まで及ぶ長い襦を着用していた、裳はなかった。
秋に烏頭（トリカブトの塊根）を採取して毒薬を作り、鳥獣を射る際にこれを用いた。

## 歴代大人
- 葛烏菟（?年 - ?年）
- 宇文普回（?年 - ?年）
- 宇文莫那（?年 - ?年）…宇文普回の子。北周より献侯と追尊され、始祖と奉じられた。

-数代（2代?）略-
- 宇文莫槐（?年 - 293年）
- 宇文普撥（293年 - ?年）…宇文莫槐の弟
- 宇文丘不勤（?年 - ?年）…宇文普撥の子
- 宇文莫珪（宇文莫廆、宇文莫圭）（?年 - ?年）…宇文丘不勤の子
- 宇文遜昵延（宇文悉獨官）（?年 - ?年）…宇文莫珪の子
- 宇文乞得亀（宇文乞得帰）（?年 - 333年）…宇文遜昵延の子
- 宇文逸豆帰（宇文俟豆帰）（333年 - 344年）

## 参考資料
- 『晋書』（帝紀第七成帝康帝紀、慕容廆載記、慕容皝載記）
- 『魏書』（帝紀第一、列伝第九十一）
- 『周書』（帝紀第一）
- 『北史』（列伝第八十六）
- 『資治通鑑』（巻八十一 - 巻九十七）